# Carukia shinju
La Carukia shinju Gershwin 2005 è una cubomedusa della famiglia Carukiidae. La strisciata della C. shinju può procurare la sindrome di Irukandji, una serie di dolorosi effetti che possono apparire ore dopo il contatto con la medusa.

## Descrizione
La C. shinju è un po' più grande in dimensioni della C. barnesi, anche se morfologicamente molto simile.
L'esombrella è di colore biancastro e può raggiungere i 2 cm, quando non supera generalmente i 15 mm nella  C. barnesi.
Nella C. shinju, i tentacoli sono provvisti di 14 piccoli anelli fra ogni fascia di nematocisti;  i tentacoli stessi possono variare in lunghezza da 5 cm a 1 m, a seconda dello stadio di crescita delle medusa. I nematocisti stessi sono distribuiti sia sui canali del velarium che sulle escrescenze periradiali, oltre che sui tentacoli stessi. I canali del velarium sono ramificati (al contrario della C. barnesi, dove hanno una peculiare forma triangolare) ed i ropali possiedono delle "corna"  strette e lunghe.

## Distribuzione
Si hanno informazioni incomplete sulla distribuzione delle C. shinju, dato che la specie è stata catturata solo poche volte. Esemplari sono stati pescati, attirandoli con delle lampare,  lungo le coste dell'Australia settentrionale, con una certa concentrazione attorno a Broome, nel nord dell'Australia Occidentale.